# RKS Moravské Budějovice
RKS Moravské Budějovice byl středovlnný vysílač sloužící k rozhlasovému vysílání, sestávající ze dvou stožárů umístěných na vrchu Velký Radvan nad Domamilí u Moravských Budějovic. Vyšší z nich (již nestojící) měřil 107,5 metru, menší je vysoký 85,5 metru.
Výstavba vysílače proběhla v letech 1952–1954. Na vrcholu se nejprve objevil asi 50 metrů vysoký, trubkový stožár. V roce 1954 bylo zahájeno pravidelné vysílání. O rok později byl na vrcholu vybudován současný příhradový stožár a trubkový převezen do střediska Svinov. Za socialismu bylo primárním úkolem těchto stožárů rušit vysílání západního rozhlasu. Západní rozhlas byl nejvíce rušen do roku 1964. Pak nastalo uvolnění: rušily se jen některé frekvence, později pouze mluvené slovo či vybrané pořady. Po 21. srpnu 1968 vysílač obsadili sovětští vojáci. Na konci 80. let vysílač stále méně rušil a více vysílal. Po roce 1989 už vlny z Domamile šířily i signál Svobodné Evropy. V roce 1988 byl do střediska instalován nový stožár typu UNIPOL. Roku 2002 byl vysílač modernizován, díky čemuž mohl být dálkově ovládán.
Z vyššího stožáru šířila na frekvenci 1332 kHz své vysílání stanice ČRo Dvojka. Ve všední dny od 4:00 do půlnoci, o víkendu od 5:00. Vysílání bylo ukončeno 31. prosince 2021 ve 23:59:59. Byla odtud šířena také stanice Český Impuls, která zde vysílala od roku 2015 do 31. prosince 2021, kdy ukončila vysílání společně s Českým rozhlasem. Dne 15. dubna 2024 byl vyšší stožár odstraněn.

## Dříve vysílané rozhlasové stanice

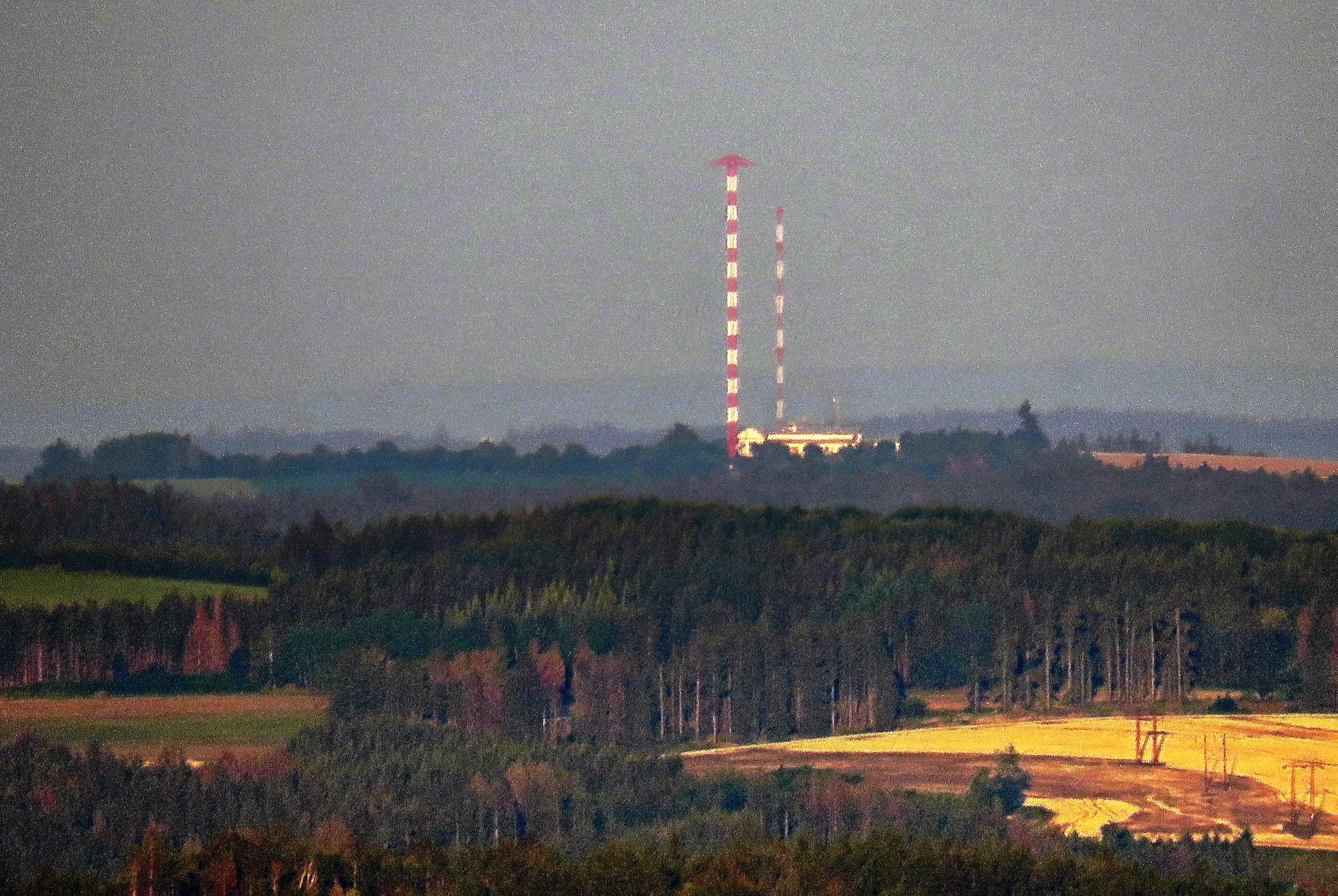
Vysílač Domamil (pohled od vysílače Javořice, 2018)

|         | Stanice      | Kmitočet | Výkon (ERP) | Čas vysílání                            |
| ------- | ------------ | -------- | ----------- | --------------------------------------- |
| AM (SV) | Český Impuls | 981 kHz  | 5 kW        |                                         |
| AM (SV) | ČRo Dvojka   | 1332 kHz | 25 kW       | 4:00–23:59 (Po–Pá); 5:00–23:59 (So, Ne) |